# Viable Options
Viable Options is de zeventiende aflevering van het zesde seizoen van de televisieserie ER, die voor het eerst werd uitgezonden op 6 april 2000.

## Verhaal
Dr. Kovac en dr. Corday moeten snel een kandidaat vinden voor een niertransplantatie nu zij een nier beschikbaar hebben. Als zij een kandidaat vinden blijkt deze echter drugs gebruikt te hebben, en dr. Kovac wil hem hiervoor afwijzen. Maar dr. Corday wil hem toch de nier geven omdat de tijdslimiet er bijna opzit dat de beschikbare nier nog goed is.
Dr. Weaver heeft een verstandelijk gehandicapt meisje onder behandeling. De zorgverzekering wil echter de behandeling niet vergoeden en daarom krijgt dr. Weaver een order van dr. Romano om haar niet te behandelen. Dr. Weaver gaat echter toch door met de behandeling, dit kost haar een schorsing van dr. Romano.
Dr. Benton en dr. Finch worden op het matje geroepen bij dr. Romano, zij hebben een onduidelijk geschreven recept meegeven aan een patiënt, wat bijna diens leven kostte. Later hebben dr. Benton en dr. Finch seks op de trap bij haar thuis.
Dr. Jing-Mei wil een dochter van een van haar patiënten vertellen dat haar vader de ziekte van Huntington heeft en dat dit erfelijk kan zijn. Dr. Greene kan haar nog tegenhouden en wijst op haar beroepsgeheim. 
Dr. Greene en dr. Corday krijgen een meningsverschil over zijn vader, hij vindt dat zijn vader een behandeling moet nemen en zij vindt dat hij hierin een eigen keuze mag hebben. Dr. Greene is er tegen dat zijn vader zich wil laten opnemen in een zorghotel, hij wil zijn vader in zijn huis verplegen. 
Dr. Carter komt in de problemen als een oude patiënt van hem halfdood terugkomt op de SEH. Hij had de patiënt eerder ontslagen vanwege problemen met de zorgverzekering.

## Rolverdeling

### Hoofdrollen
- Anthony Edwards - Dr. Mark Greene
- John Cullum - David Greene
- Noah Wyle - Dr. John Carter
- Laura Innes - Dr. Kerry Weaver
- Alex Kingston - Dr. Elizabeth Corday
- Eriq La Salle - Dr. Peter Benton
- Michael Michele - Dr. Cleo Finch
- Goran Višnjić - Dr. Luka Kovac
- Paul McCrane - Dr. Robert Romano
- Erik Palladino - Dr. Dave Malucci
- Ming-Na - Dr. Jing-Mei Chen
- Julianna Margulies - verpleegster Carol Hathaway
- Maura Tierney - verpleegster Abby Lockhart
- Ellen Crawford - verpleegster Lydia Wright
- Bellina Logan - verpleegster Kit
- Laura Cerón - verpleegster Chuny Marquez
- Gedde Watanabe - verpleger Yosh Takata
- Lily Mariye - verpleegster Lily Jarvik
- Montae Russell - ambulancemedewerker Dwight Zadro
- Lyn Alicia Henderson - ambulancemedewerker Pamela Olbes
- Emily Wagner - ambulancemedewerker Doris Pickman
- Kristin Minter - Randi Fronczak

### Gastrollen (selectie)
- Patty McCormack - Mrs. Dwyer
- Rachel Roth - Angie Dwyer
- Leslie Silva - Sonya Bassett
- Gerry Black - Mr. Fletcher
- Ransford Doherty - Randall James
- Erica Gimpel - Adele Newman
- Annie Korzen - Mrs. Grunwald
- Jack Shearer - Hal Grunwald
- Aaron Seville - Dr. Tillman
- Mitch Pileggi - Terry Waters
- Tom McGowan - Joe Bernero
- Ben Hecht - Eddie Bernero